# Escala logarítmica
| Várias escalas: lin-lin, lin-log, log-lin e log-log. Os gráficos representam: y=x (verde), y=10x(vermelho), y=log(x) (azul). |

Uma escala logarítmica é uma escala que usa o logaritmo de uma grandeza em vez da grandeza propriamente dita.
A apresentação de dados em uma escala logarítmica pode ser útil quando os dados cobrem uma grande gama de valores – o logaritmo reduz a representação a uma escala mais fácil de ser visualizada e manejada. Na maior parte das escalas logarítmicas, médios valores (ou razões) da grandeza correspondem a pequenos (possivelmente negativos) valores da medida logarítmica.
Alguns de nossos sentidos operam de maneira logarítmica (lei de Weber-Fechner), o que torna as escalas logarítmicas para essas quantidades de entrada especialmente apropriadas. Em particular, nosso senso de  ouvir percebe proporções iguais de frequências como diferenças iguais no tom. Além disso, estudos de crianças pequenas em uma tribo isolada mostraram que as escalas logarítmicas são a exibição mais natural de números em algumas culturas.

## Exemplos
Exemplos conhecidos de tais escalas são:
- Escala de Richter e escala de magnitude de momento (MMS) para a intensidade de terremotos e movimento na Terra.
- bel e decibel e neper para potência acústica (loudness) e potência elétrica;
- cent, semitom, tom, e oitava para o intervalo relativo de notas na música;
- logit para chance em Estatística;
- Escala de Palermo;
- contagem  do número f para os valores de exposição fotográfica;
- Entropia em termodinâmica.
- Informação em Teoria da informação.

Algumas escalas logarítmicas foram concebidas de maneira que grandes valores (ou razões) de uma grandeza correspondam a pequenos  valores de medida logarítmica. Exemplos de tais escalas são:
- pH para acidez;
- Escala de magnitude estelar para a luminosidade de estrelas;
- Escala de Krumbein para o tamanho dos grãos em Geologia.
- Escala de Kardashev para o avanço tecnológico na Física.
- Absorbância da luz.

## Representação gráfica
Uma escala logarítmica é também uma escala gráfica em um ou ambos os lados de um gráfico onde um número x é impresso a uma distância  c·log(x) do ponto marcado com o número 1. Uma régua de cálculo tem escalas logarítmicas, e nomogramas empregam freqüentemente escalas logarítmicas. Em uma escala logarítmica, uma mesma diferença na ordem de grandeza é representada por uma mesma distância. A média geométrica de dois números fica a meia distância entre os números.
O esquema acima permite a visualização de dois tipos de escala:
- Na escala linear, duas graduações cuja diferença vale 10 estão a uma distância constante.
- Na escala logarítmica, duas graduações cuja razão vale 10 estão a distância constante.[2]